# Olympia 77
Olympia 77 è un album dal vivo della cantante franco-italiana Dalida, pubblicato nel 1977 da Sonopresse.
È il terzo album live della cantante.
Dalida ritorna all’Olympia di Parigi e canta per ventidue giorni: dal 4 al 26 gennaio 1977 per celebrare la sua ventennale carriera. Questo album verrà registrato nella serata del 5 gennaio 1977.
Dalida entra in scena con un lungo abito bianco in stile impero, di Balmain.
Durante questo tour, Dalida dà il posto d'onore al suo ultimo album, alternandolo con alcune delle sue canzoni più acclamate, creando un medley di brani anni cinquanta e sessanta che segnarono la sua carriera artistica.
Uno dei momenti salienti di questo spettacolo, è l'interpretazione della canzone Et tous ces regard, testo che Roger Hanin ha scritto a Dalida. Questa canzone cantata e recitata dura sei minuti ed è una conversazione sull'infanzia con cinque diverse melodie.
Il recital termina con gli ultimi successi del momento: J’attendrai e Femme est la nuit in cui Dalida balla.
L'album verrà ristampato postumo, nel 1993, all'interno del cofanetto Les plus beaux concerts de Dalida.

## Tracce
Lato A
1. Il y a toujours une chanson
2. Les clefs de l'amour
3. Le petit bonheur
4. Tables séparées
5. Comme si tu étais là
6. Et tous ces regards

Lato B
1. Amoureuse de la vie
2. Pot-pourri (medley)
3. Il venait d'avoir 18 ans
4. Je suis malade
5. J'attendrai
6. Femme est la nuit